# Rolanet
Rolanet (Robotron Local Area Network) はかつてドイツ民主共和国 (GDR)のコンピュータの製造会社のロボトロンによって開発され、1987年に導入されたコンピュータネットワークの規格である。同軸ケーブルと光ファイバーを利用したコンピュータネットワークで1,000メートル (3,300 ft)の距離の伝送に対応した。伝送速度は500 kBdで当時の他の規格と比較して見劣りしない水準だった。最大253台のコンピュータがRolanetを使用して接続可能だった。
2型式のRolanetが存在した:
- Rolanet 1、1987年に導入され、限定的な普及に留まった;
- Rolanet 2 はRolanet 1の後継として計画されたが、試作の段階から先には進まなかった。

縮小版のRolanetであるBICNetは教育用に使用された。
現在ではソフトウェアと作動するハードウェアが無いのでもはや実際に稼動するRolanetシステムを構築することは出来ない。